# 埃爾帕奧
埃爾帕奧是委內瑞拉的城鎮，由科赫德斯州負責管轄，位於該國北部，始建於1661年，海拔高度132米，主要經濟活動是農業和牧牛業，2010年人口14,507。
9°38′N 68°08′W / 9.633°N 68.133°W